# MPack (logiciel)
Pour le village au Sénégal, voir Mpack.
En sécurité informatique, MPack est une trousse d'outils de piratage (logiciels malveillants ou malwares) basés sur PHP.

## Historique et description
Créée par des pirates informatiques russes, la première version en a été publiée en décembre 2006. Depuis, une nouvelle version est publiée environ tous les mois. On pense que ces outils ont été utilisés pour injecter un enregistreur de frappe (ou keylogger) dans plus de 160 000 ordinateurs. En août 2007, celui-ci aurait aussi été utilisé pour une attaque contre le site internet de la Bank of India par le groupe Russian Business Network (RBN).
Chose très inhabituelle pour ce type de logiciel, Mpack est commercialisé par ses créateurs (entre 500 et 1000 dollars américains), dispose d'un support technique et les failles de sécurité à exploiter sont régulièrement mises à jour. Des modules exploitant de nouvelles vulnérabilités sont aussi vendus entre 50 $ et 150 $. Les développeurs se chargent aussi de rendre les scripts et les fichiers exécutables indétectables par les logiciels antivirus.
Côté serveur, cette trousse est en mesure de générer des attaques personnalisées pour une grande variété de navigateurs notamment Microsoft Internet Explorer, Mozilla Firefox et Opera. Généralement, MPack est inséré dans un Iframe rattaché à la partie inférieure d'un site piraté. Lorsqu'un utilisateur accède à cette page, MPack charge un script qui analyse la configuration du poste client (navigateur et système d'exploitation) et détermine si une faille peut-être exploitée. Si c'est le cas, elle est immédiatement exploitée. Des informations sont aussi stockées pour des statistiques et des références futures.
Est incluse, avec la partie serveur, une console d'administration qui permet à l'attaquant de créer sur les ordinateurs infectés des statistiques comprenant des renseignements sur le navigateur utilisé et le pays de connexion.